# Persoonlijke fout (basketbal)
Een persoonlijke fout (ook wel P genoemd) is een schending van de spelregels in het basketbal. Een speler begaat een persoonlijke fout wanneer hij opzettelijk fysiek contact met een tegenstander maakt, waarbij deze tegenstander gehinderd wordt. Deze fout bestaat omdat basketbal een zogenaamde non-contact sport is.
Omdat fysiek contact niet altijd te voorkomen is, en het hinderen van een tegenstander tot op zekere hoogte ook onderdeel van het spel is, zijn persoonlijke fouten niet altijd te voorkomen en komen ze dus ook regelmatig voor. Hierdoor wordt een persoonlijke fout niet als onsportief gedrag gezien. Voor excessief fysiek contact bestaat de term onsportieve fout.

## Straf
- Bij een simpele persoonlijke fout krijgt de speler waartegen de fout is begaan een inworp vanaf de zijlijn;
- de tegenpartij krijgt twee vrije worpen wanneer de persoonlijke fout wordt begaan tegen een speler die op doel schiet, maar mist;
- een enkele vrije worp wanneer de schietende speler met zijn worp wel een doelpunt gemaakt heeft;
- drie vrije worpen wanneer de mislukte doelpoging een driepunter betreft.
- Als een team in een speelkwart in totaal vier fouten heeft begaan, wordt iedere volgende persoonlijke fout met twee vrije worpen bestraft;
- een sprongbal wanneer beide spelers tegelijk een persoonlijke fout begaan en geen van beide teams balbezit heeft.

Wanneer een speler vijf persoonlijke fouten heeft begaan, moet deze het speelveld verlaten. De coach mag wel een wisselspeler daarvoor in de plaats laten komen. In de NBA (de Amerikaanse basketbalcompetitie) hoeft een speler het veld pas na zes persoonlijke fouten te verlaten.

## Geschiedenis
Toen James Naismith in 1891 het basketbal bedacht, was geen enkel contact toegestaan. Bovendien golden met de bal lopen of deze met de vuist slaan eveneens als een persoonlijke fout. De straf bij twee persoonlijke fouten was uitsluiting van het spel tot het volgende doelpunt van de tegenstander.